# Доисторическая Бразилия

## Заселение территории
Археологические находки у Серра-да-Капивара указывают на возможное прибытие людей около 50 тысячелетия до н. э., но эти находки спорные. Эти свидетельства указывают или на переправу через Берингов пролив (в этом месте не всегда была вода, ранее существовал Берингов перешеек) намного раньше, чем до того считалось, или на морской маршрут заселения Южной Америки из Африки через Атлантический океан.
На северо-востоке Бразилии около Сан-Раймунду-Нонату на территории 40 000 кв. км. найден целый ряд памятников доисторического искусства, которые представляют собой как цветные рисунки, так и контурные изображения. Цветные рисунки найдены около подножья вертикальных прибережных скал и в пещерах. Высеченные контурные изображения находят и на отдельных скалах у входов в пещеры. Некоторые галереи состоят более чем из тысячи изображений, но большинство включают от 10 до 100 фигур. Это по большей части антропоморфные изображения. Люди представлены на ходу, некоторые фигуры составляют очень динамичные композиции, хотя их интерпретация тяжела.
Археологические раскопки установили приблизительную хронологию расселения на этой территории и развития древнего искусства. Самый древний период — Педра-Фурада (Pedra Furada) в национальном парке Серра-да-Капивара делится на четыре последовательные фазы. Появление искусства обычно относят к периоду Педра Фурада I (около 46 000 года до н. э.), в археологических слоях этого периода уже найдены фрагменты скал с цветными отметками. Учёными высказываются сомнения в достоверности этой датировки. Высеченные контурные изображения появились только в последней стадии (Педра Фуада IV, около 15 000 года до н. э.). 
Возраст предполагаемых украшений с дырочками из костей гигантских ленивцев, найденных бразильскими археологами в Санта-Элине (Santa Elina) в штате Мату-Гросу оценивается в 23 120 лет назад. Впрочем, искусственное происхождение артефактов и доказательства присутствия человека в этот период вызывают сомнения у других исследователей. Следующие, более достоверные свидетельства присутствия людей в Санта-Элине датируются возрастом 11—12 тыс. лет назад, что подтверждается надёжными доказательствами в виде остатков древесного угля.
Достоверно подтверждённая миграция из Азии в Америку, с территории Аляски, произошла около 14—13 тысячелетия до н. э. (16—15 тыс. лет назад). Переселенцы, которые прошли через Берингов перешеек, достигли Южной Америки (территории Чили) около 14,6 тыс. лет назад. Согласно генетическим исследованиям, они являются предками всех индейских народов Северной и Южной Америки.

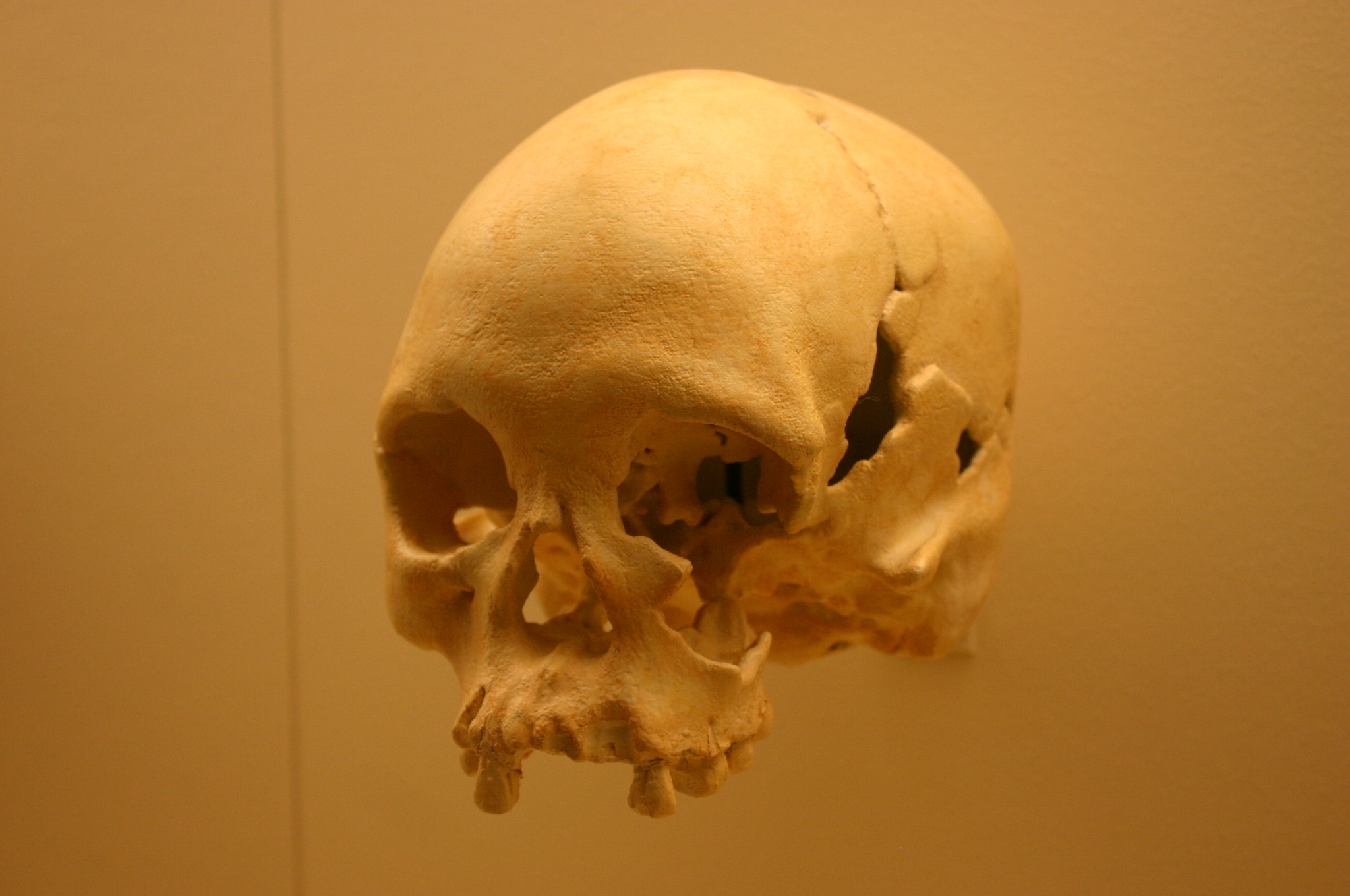
Копия черепа Лузии в Национальном музее естественной истории в Вашингтоне (США)

Древнейшие останки человека в Бразилии, известные как человек из Лагоа-Санта (homem de Lagoa Santa) или Лузия, найденные в селении Лапа-Вермелья (в районе Лагоа-Санта, штат Минас-Жерайс), имеют датировку 9,1—9,4 тыс. лет до настоящего времени. Это ритуальное захоронение с отсечением головы. Сама же пещера была населена ещё 11,7—12,7 тыс. лет до настоящего времени (калиброванная дата). Самыми близкими потомками этой группы считаются индейцы Огненной Земли. У образцов из Lapa do Santo возрастом ок. 9,5 тыс. л. н. определены Y-хромосомные гаплогруппы Q1a2a1a, Q1a2a1a1, Q1a2a1b, C2b и митохондриальные гаплогруппы D4h3a, A2, B2, C1d1. У образцов из Caverna do Sumidouro (Лагоа-Санта) возрастом более 10 тыс. л. н. определены Y-хромосомные гаплогруппы Q1b1-L53, Q1b1a1a-M3 (xY4308), Q1b1a1a1-M848. У образца CP19 (Lapa01 (Burial 1)) из Лапа до Санто (10 160—9600 лет до настоящего времени) определили редкую Y-хромосомную гаплогруппу C2a>C-L1373 (ISOGG 2019) и митохондриальную гаплогруппу C1d1.
Почти все археологические свидетельства, которые дошли до нас, принадлежат к периоду после 6000 лет до н. э..
В Бразилии в юго-западной части Амазонии (Monte Castelo) рис (вероятно вид Oryza glumaepatula) независимо одомашнили 4000 лет назад. В той же Амазонии были одомашнены кассава, арахис (Arachis hypogaea) и сладкий перец (Capsicum sp.). В верхнем течении реки Мадейра (Teotonio) более 8 тыс. лет назад был одомашнен маниок (Manihot esculenta), а также тыква, бобовые, аннато (Bixa orellana), пеки (Caryocar sp.), гуава (Psidium sp.) и, возможно, калатея, персиковые пальмы (Bactris gasipaes) и бразильский орех.
Бразильские индейцы, в отличие от индейцев Мезоамерики и Западных Анд, не имели письменности и не создавали каменных памятников, а влажный климат и кислый грунт уничтожили почти все материальные следы их культуры, кроме древесины, костей и керамики. Имеются свидетельства доколумбовой культуры Маражоара на территории Бразилии.

## Бразилия после волны переселенцев из Азии
Самые известные остатки доколумбовских обществ — большие насыпи ракушек (sambaquís), найденные в некоторых прибрежных местах, которые были беспрерывно населены более 5000 лет, и большой груды «чёрной земли» (terra preta) в нескольких местах Амазонии, которые считаются древними кучами мусора. Недавние раскопки таких груд в среднем и верхнем течении Амазонки открыли остатки некоторых очень больших поселений, которые содержали десятки тысяч домов и указывали на сложный социальный и экономический состав общества.
Примечательным памятником доколумбовой культуры в Бразилии является Серра-да-Капивара, где обнаружены не только памятники наскального искусства, но и признаки развитого сельского хозяйства, свидетельствующие о плотной заселённости этих мест в древности.
Хотя некоторые авторы указывают на возможные контакты представителей Старого Света с территорией Бразилии до 1500 года, большинство историков считают эти гипотезы недоказанными или даже конспиративными теориями.

## Камень Инга
Камень Инга, покрытый петроглифами, представляет собой крупнейший археоастрономический памятник. Датировка камня спорна, но по общему мнению, составляет несколько тысяч лет.

## Общество во время прибытия европейцев

### Инструменты
Самые ранние бразильские народы использовали кость и струганные каменные инструменты и оружие, подобные тем, что были найдены на всей территории Америки в то время. Со временем они были заменены полированными каменными инструментами.
Копья и луки использовались для охоты, ловли рыбы и военных действий. Ловля рыбы также проводилась с помощью костяных рыболовных крючков, сетей и яда.

### Керамика
Керамика появилась очень рано, самые ранние керамические изделия в Америке найдены именно в Амазонии, что может указывать на возникновение цивилизации в этом месте и культурное распространение с юга на север, в противовес более ожидаемой тенденции. Бразильские гончары использовали сложные материалы (например, микроскопические кварцевые иголки, полученные из определённых пресноводных губок), изготовляя прекрасные утилитарные и церемониальные сосуды, с сложным резным и окрашенным орнаментом. Тем не менее, им не были известны гончарный круг и стеклоподобная глазурь.
Эволюция стилей керамики в разных местоположениях указывает на сложные процессы внутренней миграции и замены народов. В частности, возможно, что индейцы тупи-гуарани — которые до 1500 были главной этнической группой на восток от Анд — возникли как небольшое племя в Амазонии, и мигрировали до своей новой территории — от Центральной Бразилии до Парагвая — где-нибудь в первом тысячелетии н. э.

### Экономика
Возможно, первые индейские народы Бразилии существовали за счёт охоты, рыболовства и сбора плодов. В некоторых местах они развили технологию сельского хозяйства. Некоторые продукты (например, кукуруза) были завезены из более развитой цивилизации Западных Анд, тогда как маниока, которая стала главным продуктом питания для многих народов, как считается, была распространена здесь.
Бразильские индейцы не имели одомашненных животных, которые могли бы использоваться для транспортирования или земледелия, потому сельское хозяйство осуществлялось полностью ручной силой. Оно включало выкорчёвывание джунглей, чтобы расчистить участок земли, сжигание древесины для получения минеральных удобрений, сев и сбор урожая. Обычно две или три культуры высаживались вместе. Поля часто покидались и снова использовались.
Бразильские индейцы изготовляли алкогольный напиток, каиум, из перебродившей кукурузы или маниоки — традиция, которую они, возможно, завезли из Анд вместе с сельским хозяйством.

## Основные культуры
- Полихромная культура Амазонии (наиболее известный феномен — фаза Маражоара)
- pt:Tradição Humaitá — Умаита
- pt:Tradição Umbu — Умбу
- pt:Tradição Vieira — Виейра